# Anna Hatun
Anna Mega Komnene, řecky Άννα Μεγάλη Κομνηνή, známá jako Anna Hatun (1447 – po roce 1463) byla byzantská princezna a dcera posledního trapezuntského císaře Davida II. a jeho manželky Heleny Kantakouzene.
Stala se jednou z konkubín osmanského sultána Mehmeda II.

## Život
Její otec ji nabídl jako manželku sultánovi Mehmedovi II. poté, co v roce 1453 dobyl Konstantinopol, ale sultán odmítl. V roce 1461 dobyl i Trapenzuntské císařství a poté se rozhodl, že Annu vezme do svého harému. Není však jisté, zda mezi nimi byl intimní poměr, jelikož muži z Osmanské dynastie zásadně neplodili potomky se šlechtičnami z jiných zemí, aby nikdo nemohl vznést nárok na osmanský trůn.
V roce 1463 nechal Mehmed jejího otce Davida popravit spolu s jeho třemi syny a jeho synovce Alexiem (syn Alexandra Trapenzuntského a Marie Gattilusio, která se později také stala součástí Mehmedova harému) na základě obvinění z komunikace se sultánovými nepřáteli Uzunem Hasanem a jeho manželkou Despinou Hatun (Davidova neteř jako dcera Jana IV. z Trapenzuntského). Mehmedova dcera Gevherhan Sultan se později provdala za Ughurlu Muhammada (syna Uzuna Hasana). Jejich syn Ahmad Beg se poté oženil s Aynişah Sultan, dcerou sultána Bajezida II. a vnučkou Mehmeda II. Tím Mehmed začlenil své úhlavní nepřátele do rodiny a de facto se všech zbavil.
Anna byla podezřelá z napomáhání výměny dopisů mezi nepřáteli, ale nakonec nenesla žádné následky.
Ve stejném roce, kdy popravil jejího otce, ji nakonec sultán provdal za svého vezíra Zagana Pašu, který byl předtím manželem jeho sestry Fatma Sultan. Mehmed se poté oženil s Hatice Hatun, Zaganovou dcerou z předchozích manželství.
Annin další osud není jistý. Podle některých zdrojů Annu zabil její manžel, protože nechtěla konvertovat, zatímco podle jiných se znovu provdala za Elvanbeyzade Sinan Beye poté, co ovdověla nebo se rozvedla.
Její datum úmrtí je neznámý, stejně jako místo pohřbení.